# Cymbopetalum mirabile
Cymbopetalum mirabile är en kirimojaväxtart som beskrevs av Robert Elias Fries. Cymbopetalum mirabile ingår i släktet Cymbopetalum, och familjen kirimojaväxter. Inga underarter finns listade i Catalogue of Life.